# Пятнистый кривоклювый пересмешник
Пятнистый кривоклювый пересме́шник (лат. Toxostoma curvirostre) — вид певчих птиц семейства пересмешниковых (Mimidae). Выделяют 7 подвидов. 

## Описание
Пятнистый кривоклювый пересмешник достигает длины 25,5—28 см и массы от 57 до 94 г. Характеризуется длинным, слегка закруглённым хвостом (длина хвоста варьируется от 99 до 109 см), короткими крыльями (длина расправленного крыла составляет 98—105 см) и серповидным клювом, длина которого почти равна ширине головы. У взрослых особей номинативного подвида голова и спина светло-серовато-коричневые. Хвост светло-коричневого цвета (кроме средней пары рулевых перьев), с широкими белыми или охристо-белыми кончиками длиной 8—13 мм на внутренних и внешних опахалах рулевых перьев. Средние рулевые перья коричневые. Крыло коричневое. Малые кроющие перья крыльев серовато-коричневые. Средние кроющие перья и верх больших кроющих перьев с белой окантовкой, что образует две малозаметные полосы на крыльях. Бока шеи и головы серовато-коричневые, щёки окрашены в белый или охристо-белый цвет. Подбородок и середина горла белые или охристо-белые, окаймлены нечёткой серовато-коричневой скуловой полосой. Бока и нижние кроющие перья хвоста коричневатые, остальная нижняя часть тела тускло-охристо-белая. На груди и, реже, на боках хорошо видны крупные, округлые, иногда сливающиеся друг с другом пятна светло-коричневого цвета. Бока тела коричневые. Нижние кроющие перья крыльев охристо-белые с коричневыми пятнами, подмышечные впадины тускло-коричневые. Клюв тускло-чёрный или тёмно-коричневый, но базальная часть подклювья более бледная. Радужная оболочка ярко-красная или жёлтая рядом со зрачком, с оранжевым внешним кольцом. Ноги тёмно-коричневые.

## Подвиды и распространение
Выделяют 7 подвидов:
- Toxostoma curvirostre oberholseri  Law, 1928 — от юго-восточной части Техаса до северо-восточной части Мексики (Коауила, Нуэво-Леон и Тамаулипас)
- Toxostoma curvirostre curvirostre  (Swainson, 1827) — от центра до юга центральной части Мексики (Пуэбла, Оахака и Веракрус)
- Toxostoma curvirostre celsum  Moore, 1941 — от юго-восточного Колорадо, юго-западного Канзаса, крайнего северо-запада Оклахомы до юго-востока Аризоны, юга Нью-Мексико и запада Техаса до севера Мексики (от Чиуауа до Гуанахуато и Халиско).
- Toxostoma curvirostre insularum  van Rossem, 1930 — острова Сан-Эстебан и побережье Соноры
- Toxostoma curvirostre maculatum  (Nelson, 1900) — северо-запад Мексики (юг Соноры, север Синалоа, юг Чиуауа)
- Toxostoma curvirostre occidentale  (Ridgway, 1882) — запад Мексики (от Синалоа и Наярита до Халиско)
- Toxostoma curvirostre palmeri  (Coues, 1872) — юг Аризоны, север Соноры и Чиуауа

## Размножение

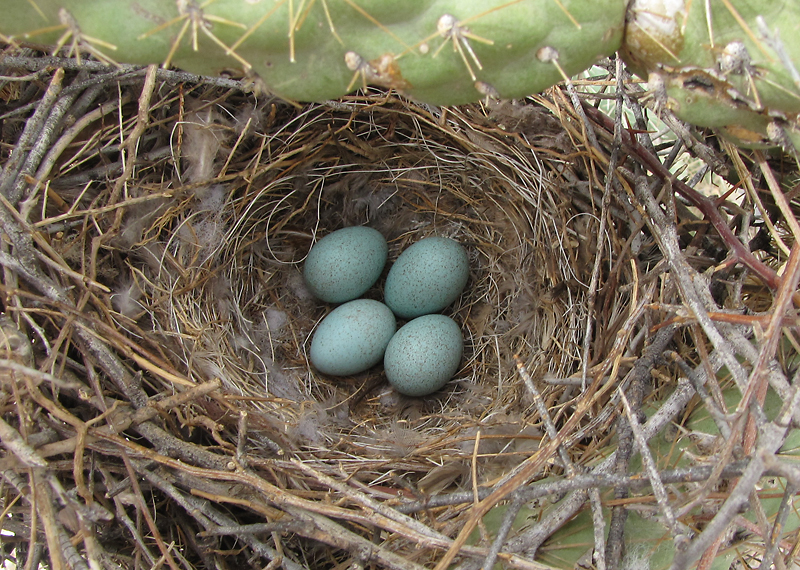
Гнездо с яйцами

Сезон размножения различается в разных регионах и определяется температурным режимом и характером выпадения осадков. Например, в Аризоне гнездование начинается в феврале, достигает пика в марте—мае, а в июне наблюдается резкое снижение активности. В качестве мест гнездования используются разнообразные кактусы (преимущественно рода Цилиндропунция), кустарники и небольшие деревья. Гнездо строят обе родительские птицы; продолжительность строительства может составлять от трёх дней до четырех недель. Гнездо представляет собой открытую чашечку, сооружённую из грубых и тонких колючих веточек, лоток выстилается травой и конским волосом. В кладке 2—5 яиц. Цвет яиц варьируется от голубовато-зелёного до бледно-желтовато-голубого, с обильными красновато-коричневыми пятнами. Насиживают яйца оба родителя, инкубационный период продолжается от 12 до 15 дней. Птенцов выкармливают обе родительские птицы, но преимущественно самка. Птенцы оперяются через 11—18 дней.